# Điện Minh
Điện Minh is een xã in het district Điện Bàn, een van de districten in de Vietnamese provincie Quảng Nam.
Điện Minh ligt op de oostelijke oever van de Vĩnh Điện. Een belangrijke verkeersader in Điện Minh is de Quốc lộ 1A. Điện Minh heeft ruim 10.000 inwoners op een oppervlakte van 7,97 km².